# Croton churutensis
Croton churutensis là một loài thực vật có hoa trong họ Đại kích. Loài này được Riina & Cornejo mô tả khoa học đầu tiên năm 2007.